# Landesregierung Atli Dam III

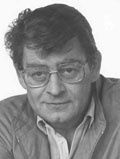
Atli Dam

Die dritte Landesregierung mit Atli Dam als Ministerpräsident an der Spitze war die zehnte Regierung der Färöer nach Erlangung der inneren Selbstverwaltung (heimastýri) im Jahr 1948.

## Regierung
Die Regierung bestand vom 23. Januar 1979 bis zum 5. Januar 1981.
Es war die Fortsetzung der vorhergehenden Dreierkoalition, die sich aus Javnaðarflokkurin, Tjóðveldisflokkurin und Fólkaflokkurin zusammensetzte. Jedoch wurde auf die Ernennung eines stellvertretenden Ministerpräsidenten verzichtet.
Atli Dam vom Javnaðarflokkurin führte als Ministerpräsident die Regierung an.
Dazu war er noch für Auswärtiges zuständig.
Jacob Lindenskov vom Javnaðarflokkurin war Minister für Gesundheit, Soziales, Industrie und Justiz.
Heðin M. Klein vom Tjóðveldisflokkurin Minister für Fischerei und Kommunales
Hergeir Nielsen vom Tjóðveldisflokkurin Minister für Verkehr und Bildung,
Demmus Hentze vom Fólkaflokkurin Minister für Finanzen und schließlich wiederum Dánjal Pauli Danielsen vom Fólkaflokkurin Minister für Handel, Landwirtschaft und Kultur.
Jacob Lindenskov schied noch 1979 aus der Regierung aus und wurde durch Vilhelm Johannesen vom Javnaðarflokkurin ersetzt.

## Mitglieder
Mitglieder der Landesregierung Atli Dam III vom 23. Januar 1979 bis zum 5. Januar 1981:
| Aufgabenbereich                            | Minister                       | Minister | Partei                  |
| ------------------------------------------ | ------------------------------ | -------- | ----------------------- |
| Ministerpräsident (Løgmaður) Auswärtiges   | Atli Dam                       |          | C – Javnaðarflokkurin   |
| Gesundheit, Soziales, Industrie und Justiz | Jacob Lindenskov (1979–1979)   |          | C – Javnaðarflokkurin   |
| Gesundheit, Soziales, Industrie und Justiz | Vilhelm Johannesen (1979–1981) |          | C – Javnaðarflokkurin   |
| Fischerei und Kommunales                   | Heðin M. Klein                 |          | E – Tjóðveldisflokkurin |
| Verkehr und Bildung                        | Hergeir Nielsen                |          | E – Tjóðveldisflokkurin |
| Finanzen                                   | Demmus Hentze                  |          | A – Fólkaflokkurin      |
| Handel, Landwirtschaft und Kultur          | Dánjal Pauli Danielsen         |          | A – Fólkaflokkurin      |